# Aeroportul Cranfield
Aeroportul Cranfield (IATA: XUD, ICAO: EGTC) este un aeroport din Cranfield⁠(d), Central Bedfordshire⁠(d), Bedfordshire, East of England, Anglia, Regatul Unit ce deservește zona Bedford. A fost deschis în 1937.
Situat la o altitudine de 109 m, aeroportul dispune de 1 pistă. Este operat de Cranfield University⁠(d).

## Infrastructură

### Piste
Aeroportul dispune de o singură pistă. Pista 03/21 are suprafața de asfalt și dimensiunile 1.799 m × 46 m. 